# Miłocice (województwo małopolskie)
Miłocice – wieś w Polsce położona w województwie małopolskim, w powiecie krakowskim, w gminie Słomniki.
| SIMC    | Nazwa      | Rodzaj    |
| ------- | ---------- | --------- |
| 0336071 | Dziadówki  | część wsi |
| 0336088 | Słomniczki | część wsi |

Wieś królewska, położona w drugiej połowie XVI wieku w powiecie proszowickim województwa krakowskiego, należała do klucza słomnickiego wielkorządów krakowskich. W latach 1975–1998 miejscowość administracyjnie należała do województwa krakowskiego.